# Antodice chemsaki
Antodice chemsaki är en skalbaggsart som beskrevs av Mccarty 2006. Antodice chemsaki ingår i släktet Antodice och familjen långhorningar. Inga underarter finns listade i Catalogue of Life.